# Uyên ương đao
Uyên ương đao (giản thể: 鸳鸯刀; phồn thể: 鴛鴦刀) là một tiểu thuyết võ hiệp của Kim Dung, xuất bản lần đầu vào năm 1961 trên Minh Báo.
| “ | Uyên Ương Đao là một cặp đao báu, ai chiếm được Uyên Ương Đao có thể xưng bá võ lâm. Võ lâm tranh giành; Thanh triều hoàng đế cũng muốn đoạt. Tấn Dương đại hiệp Tiêu Bán Hòa là ai? Tại sao người biết được bí mật Uyên Ương Đao? Viên Quán Nam hết lòng tìm mẹ; Tiêu Trung Tuệ một ngựa phiêu lưu. Số phận run rủi Viên - Tiêu tình cờ gặp gỡ. Để rồi họ lại nhặt được Uyên Ương Đao, luyện thành "Phu Thê Đao Pháp". Là một trong mười bốn tuyệt tác của Kim Dung nhưng truyện rất ngắn. | ” |

## Nhân vật
Nhân vật chính:
- Viên Quán Nam
- Tiêu Trung Tuệ

## Nội dung
Tương truyền Uyên Ương đao là một cặp đao báu, ai chiếm được nó sẽ có thể xưng bá võ lâm.

## Đánh Giá
Uyên ương đao là tác phẩm rất ngắn, đồng thời là truyện đầu tay của Kim Dung nên có ý nghĩa với riêng tác giả nhiều hơn là có ý nghĩa, giá trị về mặt nghệ thuật